# Nothoscus
Nothoscus is een geslacht van kevers uit de familie  
kniptorren (Elateridae).
Het geslacht is voor het eerst wetenschappelijk beschreven in 1966 door Laurent.

## Soorten
Het geslacht omvat de volgende soort:
- Nothoscus pusillus Laurent, 1966